# Беккер, Владимир Робертович
Беккер Владимир Робертович (родился 18 ноября 1965 года) — государственный деятель, генерал-майор, бывший Министр внутренних дел Казахстана с 2014 по 2020 год.

## Биография
Родился 18 ноября 1965 года в селе Благодатное Урджарского района Семипалатинской области.
В 1997 году окончил Алматинское высшее техническое училище МВД Республики Казахстан, в 2005 году Восточно-Казахстанский региональный университет.
С ноября 1983 по декабрь 1985 года проходил службу в Вооруженных Силах СССР.
С 1986 года по 1991 года занимал различные должности среднего и старшего начальствующего состава в органах государственной противопожарной службы.
С декабря 1991 года по сентябрь 2008 года на руководящих должностях в органах государственной противопожарной службы.
С октября 2008 года — заместитель председателя Комитета противопожарной службы МЧС Республики Казахстан.
С октября 2014 года — заместитель председателя Комитета по чрезвычайным ситуациям МВД Республики Казахстан.
С января 2016 года по октябрь 2020 года — председатель Комитета по чрезвычайным ситуациям МВД Республики Казахстан. Указом Президента Республики Казахстан от 6 мая 2017 года № 472 присвоено воинское звание генерал-майор.
В сентябре 2020 года ушёл на заслуженный отдых.
С 23 декабря 2020 года приказом генерального директора ТОО «РЦШ ПВАСС» назначен на должность директора Восточно-Казахстанского филиала ТОО «РЦШ ПВАСС».

## Награды
- Орден «Айбын» II степени;
- Юбилейная медаль «Қазақстан Республикасының тәуелсіздігіне 20 жыл»;
- Ведомственные медали «Өртке қарсы қызмет органдарындағы мінсіз қызметі үшін» I, II, III степеней[4];
- Ведомственная медаль «Төтенше жағдайлардың алдын алуда және жоюда үздік шыққаны үшін»;
- медаль"Төтенше жағдайлар органдарының ардагері"[5];
- нагрудный знак «Отличник противопожарной службы»[4];
- нагрудный знак «Төтенше жағдайлар органдарының құрметті қызметкері»[4][6].